# Portada/article juny 7

## Paracerateris
Els paracerateris (Paraceratherium) són un gènere extint de perissodàctils prehistòrics que inclouen alguns dels mamífers terrestres més grossos que han existit mai. Visqueren durant l'Oligocè i se n'han trobat fòssils a gran part d'Euràsia, des dels Balcans fins a la Xina. Els paracerateris formen part dels indricoterins, una subfamília d'hiracodòntids. El nom Paraceratherium significa 'proper a la bèstia sense banyes' i es refereix a Aceratherium, un gènere que anteriorment es considerava que estava relacionat amb aquests animals.
L'estil de vida dels paracerateris hauria pogut ser semblant al dels mamífers grossos d'avui en dia, com ara els elefants i els rinoceronts. La seva mida feia que tinguessin pocs depredadors i un ritme reproductiu lent. Els paracerateris eren animals brostejadors que s'alimentaven principalment de fulles, plantes toves i matolls. Els seus hàbitats anaven des dels deserts àrids amb pocs arbres fins als boscos subtropicals. No s'han determinat les causes de la seva extinció, tot i que s'han avançat diverses teories.